# 目黒清華
目黒 清華（めぐろ さやか、1992年9月14日 - ）は、元信越放送（SBC）のアナウンサー。

## 人物
長野県松本市出身。小学校卒業まで松本市、中学校からは長野市に在住。長野県長野西高等学校、日本女子大学卒業。クロマチックハーモニカ奏者の山下伶はいとこにあたる。
日本女子大学在学中は、BS朝日のNews Accessに学生キャスターとして出演した。大学では民俗学を専攻し、卒業論文は「善光寺」をテーマに執筆した。
2016年4月に信越放送（SBC）に入社。同年10月に開始した新番組『ずくだせテレビ』の月曜から水曜までのMCを担当し、番組内では農業やガーデニングロケも行っていた。
入社2年目の2017年4月には第19回長野マラソンに一般参加で出場し、初めてのフルマラソンを4時間21分52秒で完走、翌2018年と2019年の第20回、第21回大会も参加し、それぞれ4時間35分01秒、4時間34分29秒で完走した。2019年8月には北アルプスの表銀座ルートを縦走し、燕岳、大天井岳、西岳、槍ヶ岳より、連日にわたり『ずくだせテレビ』、『SBCニュースワイド』の番組内で中継を行った。
2020年10月以降、理由不明のまま担当していた番組を休演。2021年3月には完全に降板となった。

## 担当番組

### テレビ

#### レギュラー
- ずくだせテレビ（2016年10月3日 - 2021年3月[注釈 2]、SBCテレビ）- MC月曜・火曜・水曜

単発番組など
- 新潟・長野・山梨・静岡 FUJIWARAのご当地B級グルメ弾丸ツアー![注釈 3]（2016年10月10日、JNN中部4局共同制作[注釈 4]）
- 谷原章介の中部4県おいしい蕎麦が食べたい（2017年10月8日、JNN中部4局共同制作[注釈 4]）
- JNNふるさと紀行 #97「絶景！名湯！美食！夏の信州 満喫旅」（2018年6月24日、BS-TBS[13]）

テレビドラマ
- テッペン! 水ドラ!!
  - 死幣-DEATH CASH- 第5話（2016年8月11日、TBS）- 山添夏子(演・岡野真也)の同級生役(ゲスト出演)[14]

### ラジオ

#### レギュラー
- アナらんど（2019年1月6日 - 2019年9月1日、SBCラジオ）- 毎月第1週担当パーソナリティ
- 坂ちゃんのずくだせえぶりでい（2019年4月4日 - 2020年10月15日[注釈 2]、SBCラジオ）- 木曜

単発番組など
- SBCラジオワイドFM開局記念特番[注釈 5]「SBC秋の音楽祭」（2018年10月7日、SBCラジオ）- MC（坂橋克明と共同MC）